# استپی کردستانی
استپی کردستانی (نام علمی: Stipa kurdistanica) نام یک گونه از سرده استپی است. سرده استپی در ایران در حدود ۲۰ گونه گیاه گندمی چندساله و یکساله دارد.